# Pic de Comau
El Pic de Comau és una muntanya de 2.335,1 metres d'altitud situada al sud-oest del Massís del Carlit, al límit entre els termes comunals d'Enveig i de Porta, tots dos de l'Alta Cerdanya, a la Catalunya del Nord.
Està situat a la zona nord-oest del terme d'Enveig i a la nord-est del de Porta. És al sud del Punxó, al sud-oest del Coll de l'Home Mort, al nord-oest de les Esquerdes de Comau i del Serrat del Freser.
És destí freqüent de moltes de les rutes d'excursionisme del sud-oest del Massís del Carlit.